# Aru (Territorium)
Aru (französisch Territoire de Aru) ist eines von fünf Territorien in der Provinz Ituri im Nordosten der Demokratischen Republik Kongo.

## Geographie
Aru liegt im Norden der Provinz Ituri. Die Nordseite des Territoriums bildet eine Grenze zum Südsudan und die Ostseite zu Uganda. Nachbarterritorien in der DR Kongo sind die südlich innerhalb der Provinz Ituri gelegenen Territorien Djugu und Mahagi sowie im Westen Faradje und Watsa innerhalb der Provinz Haut-Uele.
Aru teilt sich in neun Verwaltungsunterheiten. Diese sind sieben chefferies (Aluru, Kakwa, Kaliko-Omi, Lu, Nio-Kamule und Zaki), der Ndo-Sektor und die Aru-Kommune. Die chefferies und Sektoren sind in insgesamt 47 Gruppen unterteilt, die wiederum in 382 Dörfer unterteilt sind.
Die größten Flüsse, die durch Aru verlaufen, sind der Aru, Kibali und Nzoro.

## Geschichte
Das Territorium wurde am 10. Mai 1957 gegründet.

## Bevölkerung
Die Bevölkerung setzt sich vor allem aus Angehörigen der Lugbara, Kakwa, Kaliko-Omi und Ndo zusammen. Die meistgesprochene Sprache ist Lingala, eine der vier Nationalsprachen.

## Wirtschaft
In der Landwirtschaft werden unter anderem Bohnen, Mais, Bananen, Erdnüsse, Sorghum, Reis und Maniok angebaut. Als Währung findet vor allem der Uganda-Schilling Verwendung. Es gibt drei einheimische Telekommunikationsnetze von Vodacom, Airtel und Orange sowie in Konkurrenz zu diesen Netzwerke aus den nahegelegenen Nachbarländern unter anderem von Mobile Telephone Networks.